# Артеміда (роман)
«Артеміда» (англ. Artemis) — другий науково-фантастичний роман Енді Вейра . Події роману відбуваються у 2080-х роках XXI століття в Артеміді, першому та поки єдиному місті на Місяці. Сюжет обертається навколо того, як місцева дівчина, Жасмін «Джаз» Башара, вплутується у змову за встановлення контролю над містом.

## Сюжет
На Місяці збудовано місто Артеміда. Його постійний відвідувач, заможний бізнесмен Тронд Ландвік, пропонує вантажниці-контрабандистці Жасмін «Джаз» Башара допомогу з її бізнесом. Під час зустрічі з Трондом Джаз ненадовго стикається зі своїм товаришем на ім'я Джин Чу, який намагається приховати кейс, підписаний ZAFO. Тронд планує придбати підприємство Sanchez Aluminum, яке має вигідний контракт із містом: воно отримує безкоштовну енергію в обмін на забезпечення міста киснем як побічним продуктом виробництва алюмінію. Тронд просить Джаз здійснити саботаж гірнично-добувних комбайнів гільдії EVA за велику суму грошей, і вона погоджується.
Джаз позичає зварювальне обладнання у свого батька Аммара, а маленького робота на ім'я HIB — у його ділового партнера. Вона відвідує місце посадки «Аполлона-11» під виглядом туристки, залишаючи HIB назовні, щоби робот потім відчинив для неї потрібне приміщення. Наступного дня, зімітувавши свою присутність удома, Джаз виходить на поверхню Місяця, де комбайни збирають руду. Вона успішно ламає один комбайн і знищує ще два, але її фіксують камери стеження і Джаз тікає, перш ніж зможе вивести з ладу останній комбайн. Кожен шлюз, який веде назад у місто, охороняється, але просить допомоги в свого колишнього друга Дейла, фахівця EVA, якого зневажає за те, що він відбив у неї хлопця. Дейл неохоче погоджується врятувати Джаз. Знайшовши Тронда та його охоронця вбитими, Джаз шукає Джин Чу в дорогому готелі. На неї нападає вбивця Тронда, але їй вдається втекти з кейсом, який вона віддає на вивчення знайомому українському вченому Мартіну Свободі. Джаз дізнається, що Sanchez Aluminium є прикриттям для O Palácio, найбільшого та найпотужнішого організованого злочинного синдикату Бразилії, і що вбивця на ім'я Альварес тепер переслідує її. Джин погоджується зустрітися з Джаз, але здає її Альваресу, щоб врятуватися самому. Джаз, здогадуючись про невірність Джина, влаштовує пастку, в яку ловиться Альварес, а потім передає його начальнику міської поліції, Руді.
Свобода з'ясовує, що ZAFO — це надзвичайно прозора речовина, «оптичний надпровідник», який дозволить передавати дані на великі відстані без втрат. Оскільки виробити такий кабель можна тільки за слабкої сили тяжіння, Артеміда є хорошим місцем для такого бізнесу. Джаз стикається з міським адміністратором Фіделіс Нгугі, яка розповідає, що використовувала Джаз як приманку, щоб усунути оперативників O Palácio і не допустити захоплення Артеміди злочинним синдикатом. Потім Джаз залучає своїх неохочих друзів і батька зупинити O Palácio, знищивши плавильний завод Санчеса. Інакше донька Тронда, Лені, яка успадкувала його статок, захопить відповідні контракти та відновить будівництво заводу з виробництва кабелю. Дейл допомагає Джаз увірватися на завод, де вона влаштовує перегрів обладнання. Побічним наслідком стає потрапляння хлороформу в систему повітрезабезпечення Артеміди. Джаз поспішає відкрити запаси чистого кисню Тронда. Вона жертвує собою, щоб врятувати місто, але Дейлу вдається врятувати її.
Лені винагороджує Джаз за порятунок населення. Купивши своєму батькові нову зварювальну майстерню замість тієї, яку вона випадково знищила в підлітковому віці, Джаз отримує запрошення в офіс Нгугі. Адміністратор повідомляє їй про її майбутню депортацію. Джаз переконує Нгугі, що краще мати одну контрабандистку, на яку завжди можна покластися, ніж багато непевних. Нгугі поступається, але вимагає велику суму грошей за те, що Джаз лишиться в Артеміді. Джаз і Дейл відновлюють свою дружбу. Джаз доручає Кельвіну, її партнеру з контрабанди на Землі, дізнатися, на яку компанію працює Джин Чу, і інвестувати в неї до того, як дані про перспективи використання ZAFO буде оприлюднено.

## Публікація
Твір вперше опубліковано 14 листопада 2017 року у видавництві «Кравн Паблішинг Груп» (українська версія книги вийшла того ж дня та року у видавництві КМ-Букс). Роман також вийшов у форматі аудіокниги, яку начитала акторка Росаріо Доусон. Місячне місто названо на честь богині Артеміди, сестри Аполона, який, зі свого боку, дав назву для однойменної космічної програми.
«Артеміда» дебютувала у списку бестселерів «Лос-Анджелес Таймс» під номером 4 у грудні 2017 року і досягла піку на першому місці наступного тижня. Роман залишався на цьому рівні протягом двох тижнів і залишався у списку загалом протягом дев'ять тижнів. «Артеміда» також дебютувала у списку бестселерів журналу «Локус» під номером 2 у лютому 2018 року, досягнувши піку на першому місці протягом одного місяця в березні і залишаючись у списку загалом протягом чотирьох місяців.

## Екранізація
2017 року стало відомо про наміри кінокомпанії «Двадцяте Століття Фокс» здійснити екранізацію книги. Режисерами майбутньої стрічки стануть Філ Лорд та Крістофер Міллер, а продюсерами — Саймон Кінберг та Адітья Суд. До виробництва адаптації також долучиться кінокомпанія Genre Films.

## Переклад українською
- Енді Вейр. Артеміда. — К. : КМ-Букс, 2017. — 400 с. — ISBN 978-617-7535-19-4.